# 성단

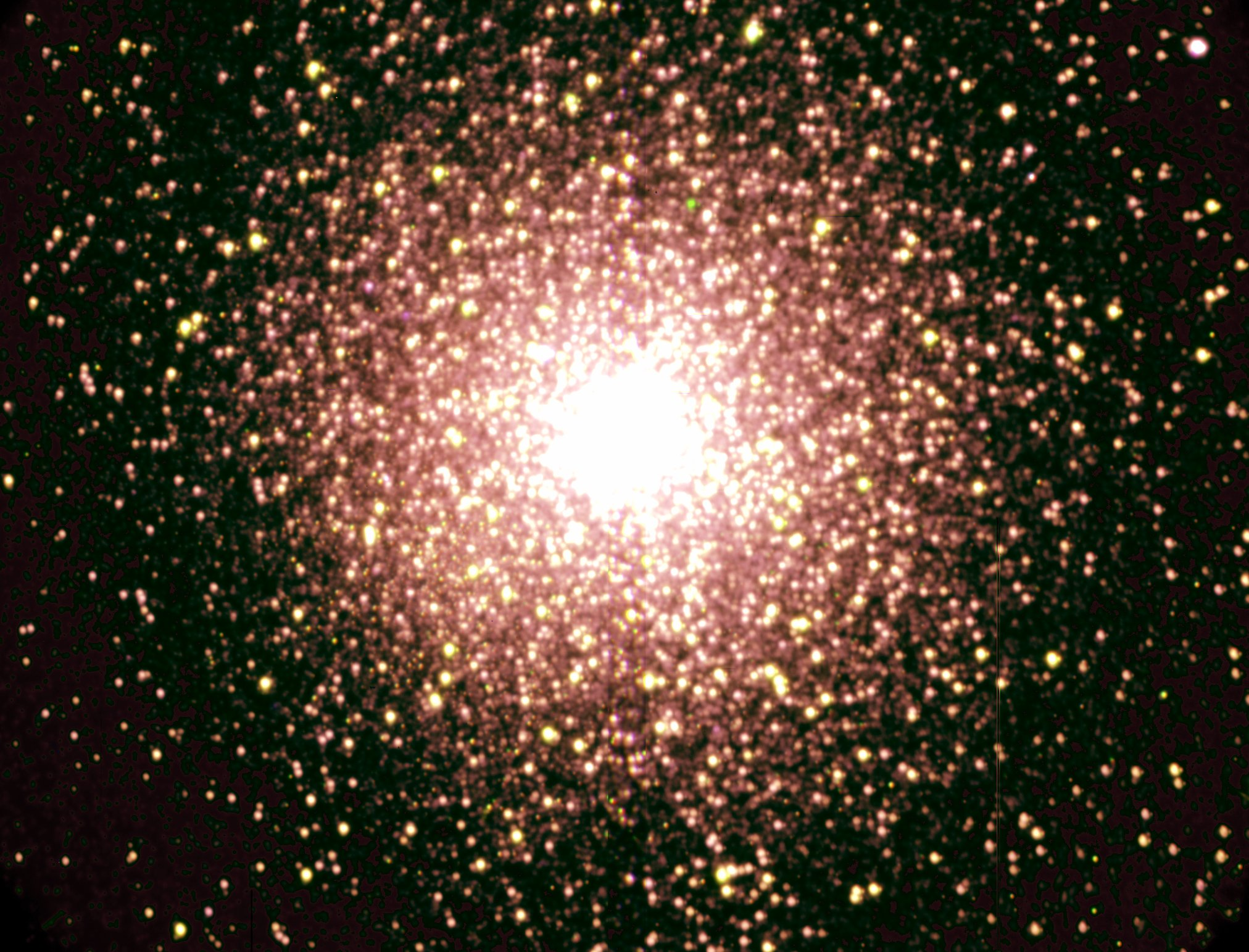
큰부리새자리 47 구상성단의 모습. 남아프리카 대형 망원경(SALT)로 촬영함.

성단(星團, star cluster)은 중력(self-gravitation)으로 뭉쳐 있는 항성들의 무리이다. 성단은 크게 두 가지 종류로 나눌 수 있다. 하나는 구상 성단(球狀星團)으로 매우 늙은 별들이 수십만 개가 뭉쳐 있는 것이다. 반면 산개 성단(散開星團)은 수백 개 이하의 별들로 이루어져 있으며 매우 젊다. 산개 성단은 은하로 접근하면서 분자 구름의 중력에 의해 흩어지게 된다. 그러나 이들은 분산되면서 더 이상 중력으로 묶여 있지 않게 됨에도 불구하고 여전히 우주 공간에서 같은 방향으로 이동하며, 이들을 성협으로 부른다.(다른 이름으로 이동성군으로 부르기도 한다).

## 구상 성단
구상 성단은 대략 1만 개에서 수백만 개에 이르는 별들이 10~30광년 지름의 공 모양으로 뭉쳐 있는 집단이다. 이들은 대부분 늙은 항성종족 II(우주의 나이보다 수 억 년 어린 정도)에 속하기 때문에 대부분 표면 색깔은 노랗거나 붉고, 질량은 태양의 2배 미만이다. 이렇게 작고 늙은 별들은 구상 성단 구성원의 대부분을 차지하는데, 그 이유는 이들보다 무거운 별들은 예전에 주계열 단계를 벗어난 뒤 초신성 폭발로 최후를 맞고, 어두운 백색 왜성만을 남겼기 때문이다. 그러나 구상 성단 내에 푸른 빛의 별들이 존재하는데, 이들은 밀도 높은 환경 때문에 별끼리 합쳐져서 이루어진 존재로 생각되며, 이들을 청색 낙오성이라고 부른다.
우리 은하에서 구상 성단은 은하 중심부 근처에 있는 은하 헤일로(은하 중심을 높은 이심률을 지니면서 공전) 주변에 구형에 가까운 형태로 분포해 있다. 1917년 천문학자 할로 섀플리는 구상 성단의 분포를 이용하여 은하 중심과 지구 사이 거리를 구할 수 있었다. 섀플리의 연구 이전에는 태양계가 우리 은하에서 어느 정도 위치에 있는지 정확히 밝혀지지 않았다.
얼마 전까지 구상 성단은 천문학에서 수수께끼 같은 존재였는데, 그 이유는 구상 성단에서 가장 나이가 많은 별들은 우주의 나이보다도 오래 산 것으로 알려져 있었기 때문이다. 그러나 히파르코스 위성 자료 및 허블 상수의 정확한 측정값을 통해 이러한 모순점이 해결되었다. 여기에 의하면 구상 성단에서 가장 늙은 별들의 나이는 우주의 나이보다 수 억 살 정도 어린 것으로 밝혀졌다.
우리 은하 내 존재하는 초거대 성단 웨스트룬트를 구상 성단의 시조격 존재로 추측하기도 한다.
우리 은하에는 약 150개의 구상 성단이 있으며 이들 중 일부는 우리 은하의 중력에 의해, M79처럼 원래 있던 작은 은하에서 포획되어 온 것도 있다. 어떤 은하들은 우리 은하보다 구상 성단이 훨씬 많다. 예로 거대한 타원 은하 M87의 경우 1천 개 이상의 구상 성단이 있다.
구상 성단들 중 일부는 맨눈으로도 볼 수 있는데, 가장 밝은 센타우루스자리 오메가는 옛날부터 잘 알려진 존재로, 망원경 관측 시대 이전에는 별로 기록되었다. 가장 유명한 구상 성단으로는 M13나 NGC 104등이 있다.

## 산개 성단

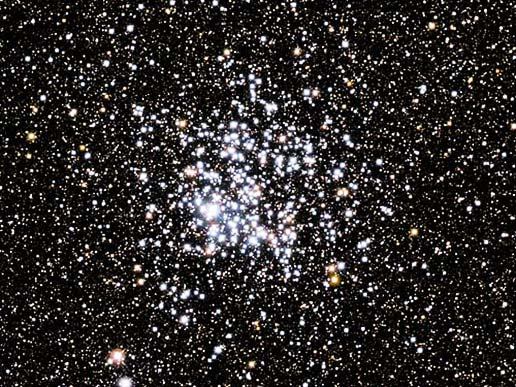
산개 성단의 일종인 M11.

산개 성단은 구상 성단과 매우 다르다. 구상 성단은 은하 헤일로 주변에 구형으로 포진하고 있지만 산개 성단은 은하면에 몰려 있으며 나선팔에서 주로 발견된다. 이들은 또 젊고 나이는 보통 수 억 살 정도이다. 산개 성단은 오리온 성운과 같은 H II 영역에서 탄생한다.
산개 성단의 구성원 숫자는 대략 수 천 개 정도이며 성단의 지름은 약 30광년 정도이다. 별이 몇 개 없기 때문에 이들은 중력으로 헐겁게 묶여 있으며, 분자 구름이나 다른 성단의 영향으로 쉽게 흩어진다. 성단의 별끼리 가까이 접근할 경우 증발 현상이 발생한다.
가장 유명한 산개 성단은 황소자리에 있는 플레이아데스와 히아데스 성단이다. NGC 869와 NGC 884로 이루어진 이중성단은 어두운 하늘에서 잘 보인다. 산개 성단의 구성원들은 주로 푸르고 젊은 별들이다. 그 이유는 이런 젊은 별들은 항성의 관점에서 보면 얼마 살지 못하고 죽으며, 성단이 다른 천체의 중력에 의해 흩어지기 전에 죽음을 맞이하기 때문이다.

## 중간 형태
2005년 천문학자들은 여러 면모에서 구상 성단과 비슷하지만, 밀도는 훨씬 낮은 새로운 형태의 성단을 발견했다. 현재 우리 은하 내에서 발견된 변종 성단은 아직 없다. 안드로메다 은하에서 발견된 중간 형태 성단들은 M31WFS C1, M31WFS C2, M31WFS C3의 세 개이다.
이러한 새로운 성단들은 수십만 개의 별들이 뭉쳐 있는데 이는 구상 성단 구성원과 비슷한 숫자이다. 이들은 다른 여러 면에서 구상 성단과 비슷한 모습을 보이는데, 예를 들면 항성종족 및 중원소 함량이 그렇다. 다만 둘 사이가 다른 점은 규모이다. 중간 형태 성단들의 크기는 수백 광년 정도이며 항성의 밀도는 수백 분의 일 수준이다. 그렇기 때문에 이런 성단 내 별과 별 사이 거리는 구상 성단에 비해 훨씬 더 멀다. 수치적으로 볼 때 이들은 (암흑 물질이 대부분을 차지하는) 왜소구형은하와 (암흑 물질이 약간 포함된) 구상 성단의 중간 수준에 있는 존재로 추측된다.
이들 중간 형태 성단들이 어떻게 태어났는지는 확실하지 않지만, 구상 성단과 비슷할 것으로 추측하고 있다. 왜 우리 은하에는 이런 성단들이 없는 반면 M31에는 있는지의 원인도 확실하지 않다. 제 3의 다른 은하들에도 중간 형태 성단들이 있는지는 확실하지 않지만, M31에만 이런 성단이 있을 것으로 보고 있지는 않다.

## 성협

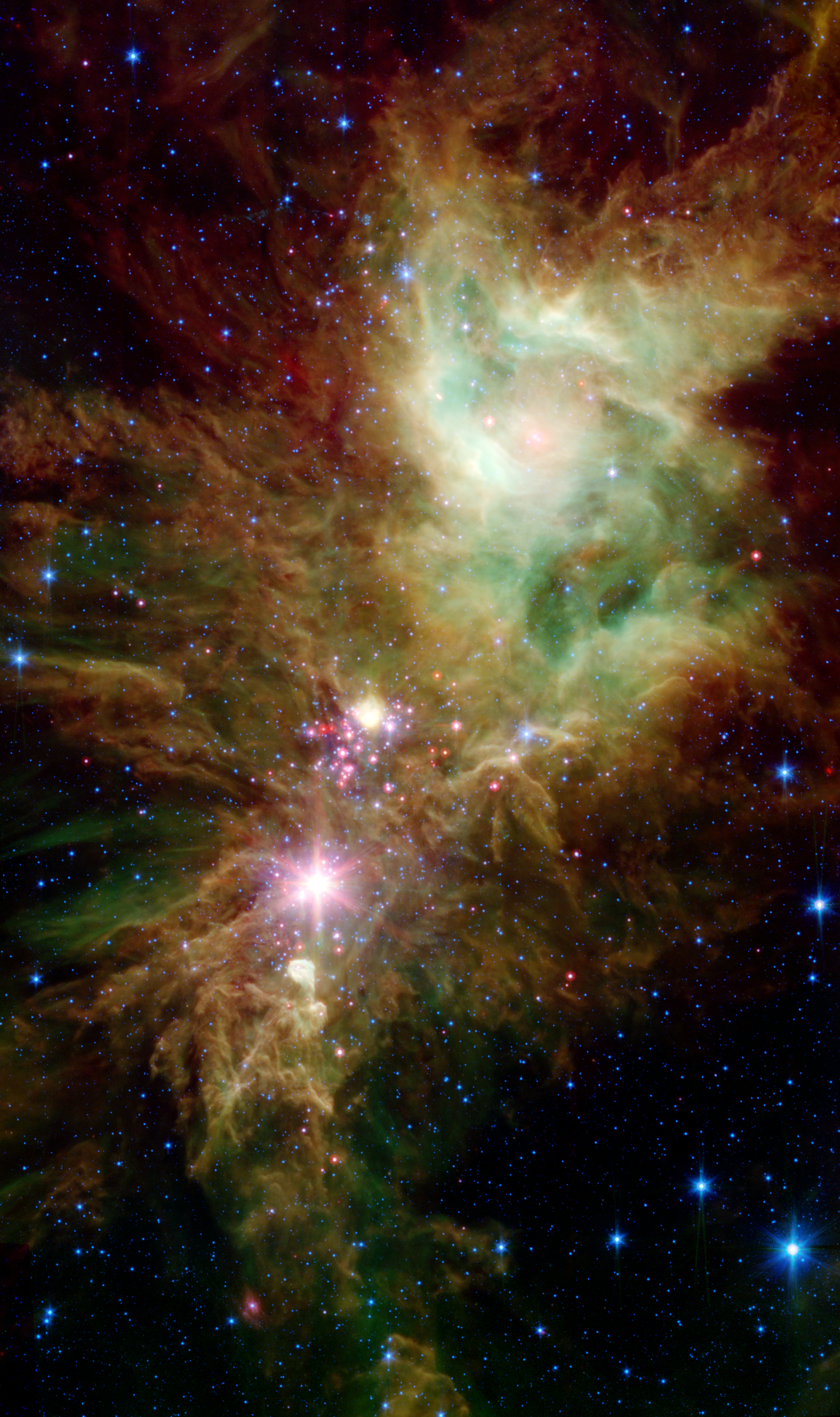
크리스마스 트리 성단은 종국적으로 흩어질 것이다.

산개 성단의 구성원들이 서로를 속박하는 중력에서 풀려나면, 각자는 우주 공간을 서로 비슷한 경로를 그리면서 이동하게 된다. 이들을 성협 또는 이동성단으로 부른다. 북두칠성의 별들은 한 때 산개 성단의 구성원들로 같은 고유 운동을 보여주며, 큰곰자리 이동성단으로 부른다. 알페카나 남쪽삼각형자리 제타와 같은 별들도 이 성단의 일원이다. 태양도 큰곰자리 이동성단의 구성원의 경계선에 있었으나, 지금은 이들과 다른 공전 궤도, 나이, 화학 조성을 보여주기 때문에 관계가 없다.
다른 성협으로 미르파크를 둘러싸고 있는 별들이 있는데 이들은 쌍안경으로 볼 수 있다. 멀리 떨어져 있는 이동성단들은 지구상 관측으로 쉽게 파악할 수 없는데, 그 이유는 이들 성단을 구성하는 항성들의 고유 운동을 알아내야 하기 때문이다.

## 성단들의 천문학적 특징
성단을 연구하는 것은 천문학 분야에서 매우 중요한 위상을 차지하고 있다. 성단 내 별들은 거의 동시에 태어났기 때문에, 한 성단 내에 있는 별들의 제원은 질량에 대한 함수만으로 표시할 수 있으며 항성 진화 이론을 연구하는 데 유용한 도구가 된다.
성단은 우주적 규모의 거리 측정에 사용되는 도구가 되기도 한다. 지구에서 가까운 몇몇 성단들은 시차를 이용하여 거리를 구할 수 있다. 헤르츠스프룽-러셀 도표 상에 이들 성단(광도축 상에 절댓을 갖는다)의 위치를 표시한 뒤, 거리를 알 수 없는 성단의 경우 문제의 성단에 있는 주계열성의 도표 상 위치를 앞의 가까운 성단 내 주계열성 위치와 비교하면, 성단의 거리를 구할 수 있다. 이 방법을 주계열맞춤기법이라고 하는데, 이 방법을 사용할 때는 소광 현상 및 항성종족을 고려해야 한다.

## 초대형 성단
초대형 성단은 말 그대로 아주 큰 성단이다.

## 같이 보기
- 원시별
- 성협